# Sarah Attar
Sarah Amer Attar (arab. ‏‎ سارة عامرعطار; ur. 27 sierpnia 1992 w Escondido) – saudyjska lekkoatletka, dwukrotna olimpijka.
Była jedną z pierwszych w historii dwóch sportsmenek reprezentujących Arabię Saudyjską na igrzyskach olimpijskich, obok judoczki Wojdan Shaherkani. Historyczny występ zaliczyła podczas rozgrywanych w Londynie igrzysk olimpijskich, tam wystąpiła w konkurencji biegu na 800 m. Uzyskała w eliminacjach wynik 2:44,95 plasujący zawodniczkę na ostatnim, ósmym miejscu w grupie oraz na 39. miejscu w gronie wszystkich lekkoatletek startujących w tej konkurencji.
Cztery lata później, podczas igrzysk olimpijskich w Rio de Janeiro, wystąpiła w konkurencji maratonu. Uzyskała rezultat czasowy 3:16:11 – z tym wynikiem zajęła 132. miejsce i równocześnie przedostatnie w gronie wszystkich zawodniczek, które maraton ukończyły.